# Inmigración brasileña en Alemania
Los brasileños constituyen la comunidad latinoamericana más numerosa que reside en Alemania, se encuentran en territorio alemán estudiantes, comerciantes, empresarios y deportistas. Según el censo del año 2003, había 60.000 brasileños residiendo en Alemania. Otro factor de inmigración, es la masiva migración alemana que tuvo Brasil durante siglo XIX y principios del siglo XX de los cuales muchos de sus descendientes optaron por recuperar los vínculos familiares que tienen con el país europeo.
Muchos brasileños emigran para buscar mejores condiciones de trabajo y oportunidades, Alemania ha acogido migrantes de este país desde muchos años atrás y a la fecha siguen llegando al país nuevos ciudadanos del Brasil que buscan aprovechar una doble ciudadanía que acoge el llamado milagro alemán.
Estos dos países han estado ligados desde años anteriores, hay un flujo comercial que beneficia a ambos y que ha permitido la industrialización del gigante sudamericano tan comparable al de Alemania. Los negocios y la industria son un potencial económico que orilla a cientos de brasileños emigrar hacia Alemania para mejorar sus técnicas de producción energética y comercial. Muchas veces con grandes diferencias en temas ambientalistas y otras veces con gran coordinación.

## Cultura brasileña en Alemania

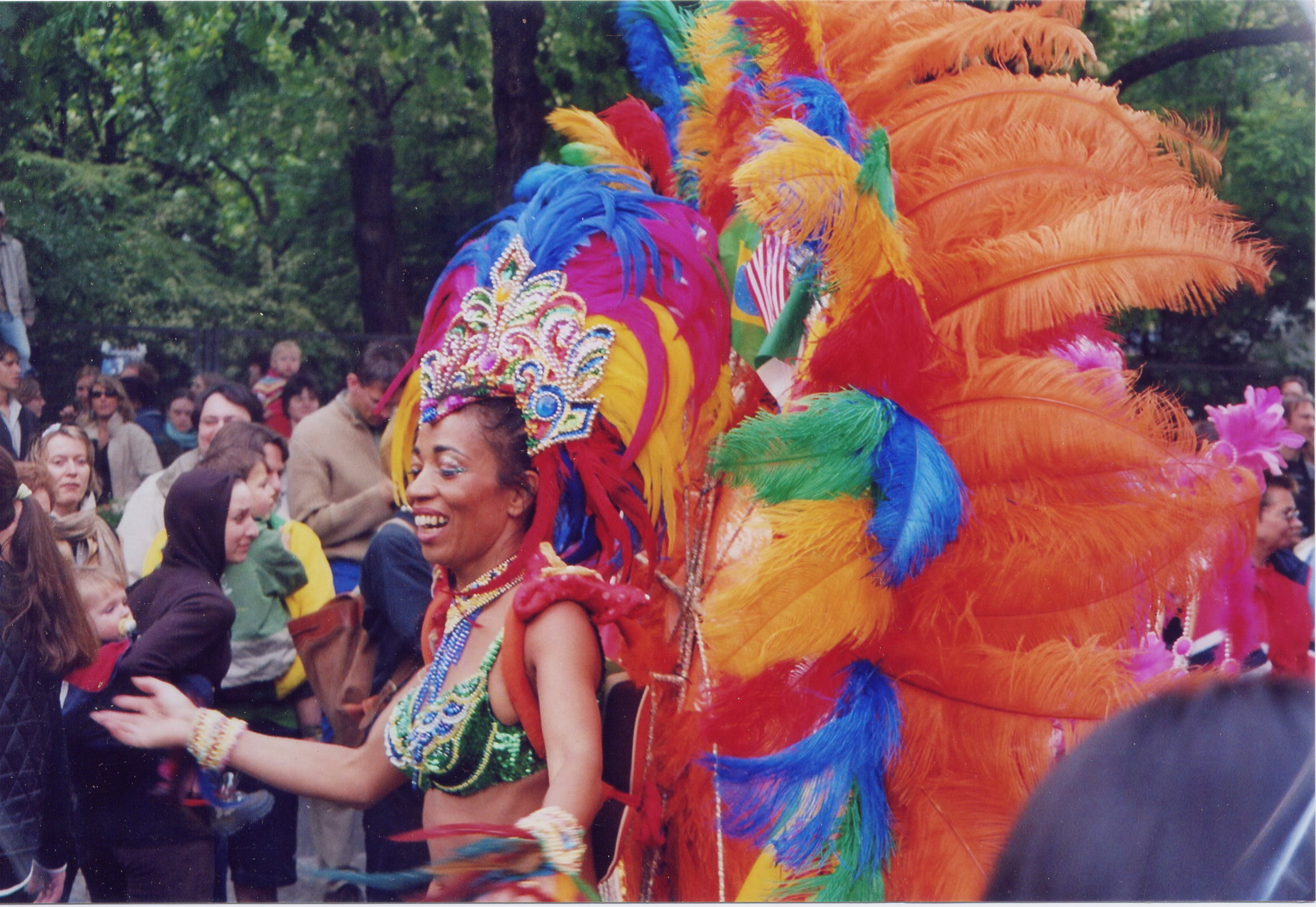
Carnaval de las Culturas de Berlín.

El Carnaval de las Culturas es un acto de masas multicultural de Berlín que tiene su origen en el Carnaval de Río de Janeiro en Brasil, y que se celebra cada año desde 1996 para el fin de semana de Pentecostés en el distrito de Kreuzberg. Es organizado por el Taller de las Culturas en Berlín. Como una "ciudad mundial" y la ciudad con el mayor número de inmigrantes en Alemania son de los iniciadores de Berlín y los organizadores del concepto de la integración y la reducción de los temores de la alienación en la vanguardia del espectáculos de varios días. En los desfiles tradicionales, y en la música de numerosas obras de teatro y es la "idea de carnaval" de una manifestación colorida, pacífica e hizo hincapié en la tolerancia de la diversidad cultural. El número de visitantes al año cda vez es mayor y resultó este evento en una atracción para los visitantes de Berlín, como lo estambien el Love Parade.